# Свитанок (Ровненская область)
Свитанок (укр. Світанок) — село в Великомежиричской сельской общине Ровненского района Ровненской области Украины.
До 2020 года входило в Корецкий район.
Население по переписи 2001 года составляло 826 человек. Почтовый индекс — 34730. Телефонный код — 3651.
 В селе находится объект культурного наследия — Свято-Покровская церковь, построенная в XVII веке: деревянная, на каменном фундаменте, трёхсрубная, одноэтажная, с трёъхярусной звонницей на западном фасаде.